# Oryx (Website)
Oryx oder Oryxspioenkop ist eine niederländische Open-Source-Intelligence-Website, die von den beiden ehemaligen Bellingcat-Mitarbeitern Stijn Mitzer und Joost Oliemans betrieben wird. Die Plattform hat sich auf Verteidigungsanalysen spezialisiert und besitzt auch eine Forschungsgruppe für Kriegsführung.

## Hintergrund
Oliemans arbeitete auch für Jane’s Information Group, ein britisches Open-Source-Nachrichtenunternehmen mit Spezialisierung auf das Militär. Laut Oryx bezieht sich der Begriff spioenkop (Afrikaans für „Spionagehügel“) „auf einen Ort, von dem aus man Ereignisse in der ganzen Welt beobachten kann“.
Oryx wurde 2013 gegründet und konzentrierte sich zunächst auf den Syrienkrieg. Die Gründer von Oryx, Mitzer und Oliemans, verfassten auch zwei Bücher über die (nord-)koreanische Volksarmee.
Der Blog erlangte internationale Bekanntheit durch seine Arbeit während der russischen Invasion in der Ukraine im Jahr 2022, bei der die materiellen Verluste anhand von visuellen Beweisen und Open-Source-Informationen aus sozialen Medien zählte und verfolgte. Er wird regelmäßig in großen Medien zitiert, darunter Reuters, BBC News, The Guardian, The Economist, Newsweek, CNN, und CBS News. Forbes bezeichnete Oryx als „die bisher zuverlässigste Quelle in diesem Konflikt“ und nannte seine Dienste „herausragend“. Da Oryx nur visuell bestätigte Verluste meldet, bilden seine Angaben zu den Ausrüstungsverlusten die absolute Mindestbasis für Verlustschätzungen in diesem Krieg.
Am 19. Juni 2023 gab der Blogbetreiber auf Twitter bekannt, die Seite zum 1. Oktober 2023 einzustellen, erklärte später jedoch, dass die Listen zu russischen und ukrainischen Verlusten bis zum Ende des Krieges von externen Mitarbeitern fortgeführt werden.